# Albert Jütz
Albert Jütz (* 27. Juni 1900 in Göschenen (UR); † 9. Juli 1925 in Littau, LU) war ein Schweizer Volksmusikant. Er hat eines der beliebtesten und meistgespielten Schweizer Volkslieder komponiert.

## Leben
Albert «Bärti» Jütz verbrachte die Sommer meistens mit seinen Eltern in der Göscheneralp. Dort führten sie jeweils das Hotel Dammastock. Während des restlichen Jahres lebte er in Altdorf. In Altdorf ging er auch ins Gymnasium. Mit 19 Jahren machte er das Patent als Bergführer. Nach der Matura studierte er Zahnheilkunde an den Universitäten Freiburg und Zürich. 1925 machte er das Staatsexamen.
Jütz war ein brillanter Musikant. Er spielte Violine, Akkordeon und Laute. Sein Lehrer war Hanns in der Gand.
Jütz verband eine enge Freundschaft mit dem Künstler Heinrich Danioth. Mit ihm verbrachte er auch die Sommer 1918 und 1919 in der Göscheneralp. Mit ihm zusammen gründete er die Spielgruppe «Die Blaue Nacht». Mit diesem Verein spielten sie oft zu später Stunde in den Gassen unter den Fenstern von Mitbürgern. Die Ständchen wurden oft zu einem nächtlichen Fest. Jütz war zudem Mitglied der Nächstenliebe Altdorf.
Die Uraufführung von seinem Lied «Zoogä-n-am-Bogä» fand im Hotel Höfli in Altdorf statt. Jütz spielte Laute, Heinrich Danioth Akkordeon, Ady Regli Klavier. Das Lied wurde von Jütz während seiner Studienzeit häufig im Hotel Du Nord in Zürich vorgetragen und wurde schnell in der ganzen Schweiz bekannt.
Er starb bei einem Verkehrsunfall mit dem Automobil.

## Werk
Albert Jütz hat in seinem kurzen Leben «nur» drei Lieder geschrieben. Alle drei sind sehr heiter.
- Zoogä-n-am-Boogä (auch Zogä am Bogä)
- Wätterbrün wiä Kafesatz
- Wenn eini eppä zwänzgi isch

Die Lieder wurden schweizweit bekannt. Zoogä-n-am-Boogä de Landamme tanzet gilt als inoffizielle Urner Hymne und wird heute immer noch gesungen. Besonders bekannt wurde das Lied anlässlich der Abstimmung über die Alpeninitiative, als der Landammann von Uri, Hansruedi Stadler, am 20. Februar 1994 vor Volk, Fernsehen und Presse mit seiner Frau zu dieser Melodie tanzte, um den Sieg der Alpeninitiative zu feiern.